# Joseph R. Walker

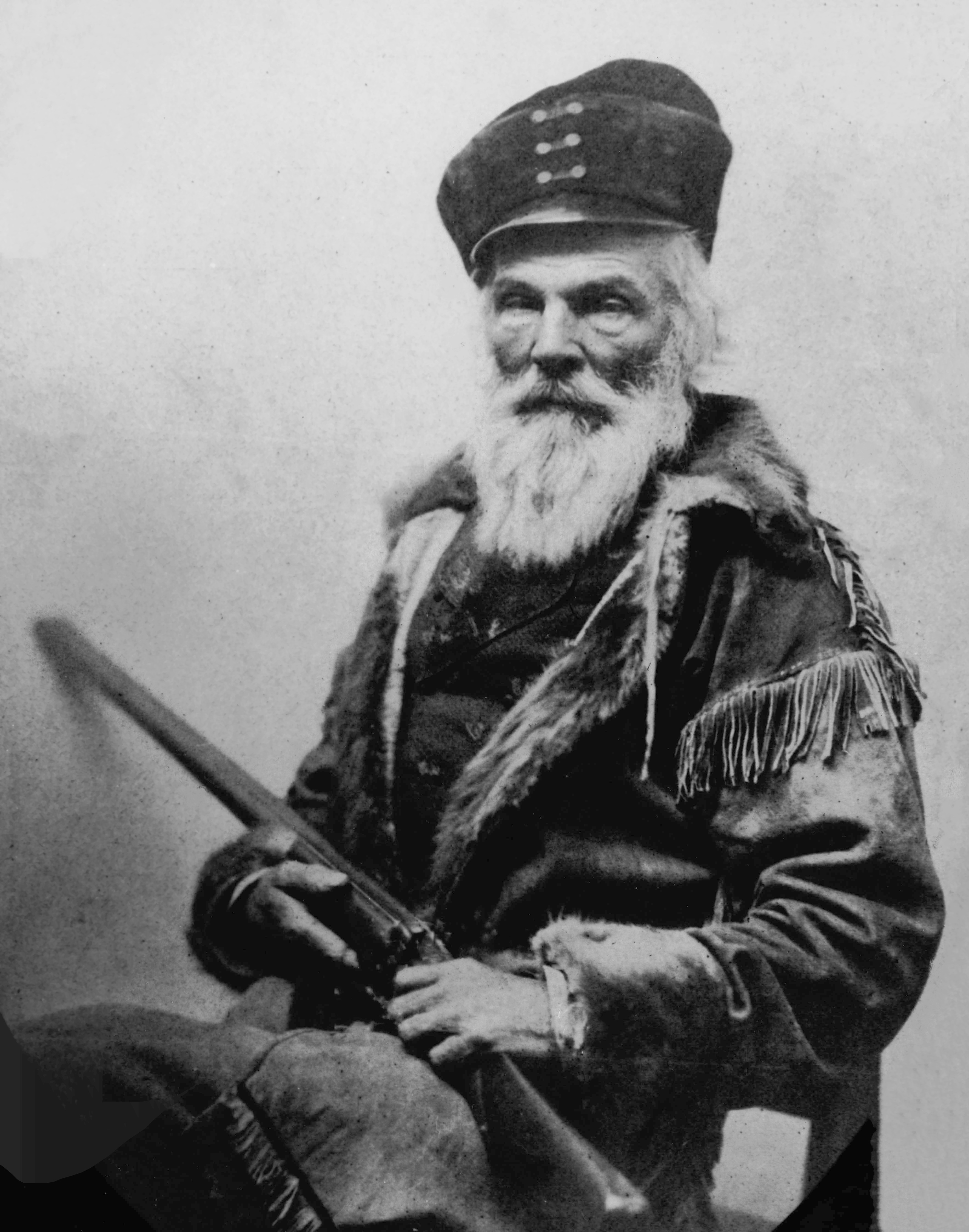
Joseph R. Walker, fotografiert von Mathew B. Brady (um 1860/65)

Joseph R. Walker (* 13. Dezember 1798 im Roane County, Tennessee; † 27. Oktober 1876 im Contra Costa County, Kalifornien), auch bekannt als Captain Walker, war ein US-amerikanischer Mountain Man und Entdecker neuer Wege in den Westen des nordamerikanischen Kontinents.

## Name
Das R. steht für Rutherford; in den Quellen finden sich aber auch die Varianten Reddford, Reddeford und Redeford. Der Name Rutherford kam von seiner Urgroßmutter Kathleen Rutherford Walker.

## Biografie

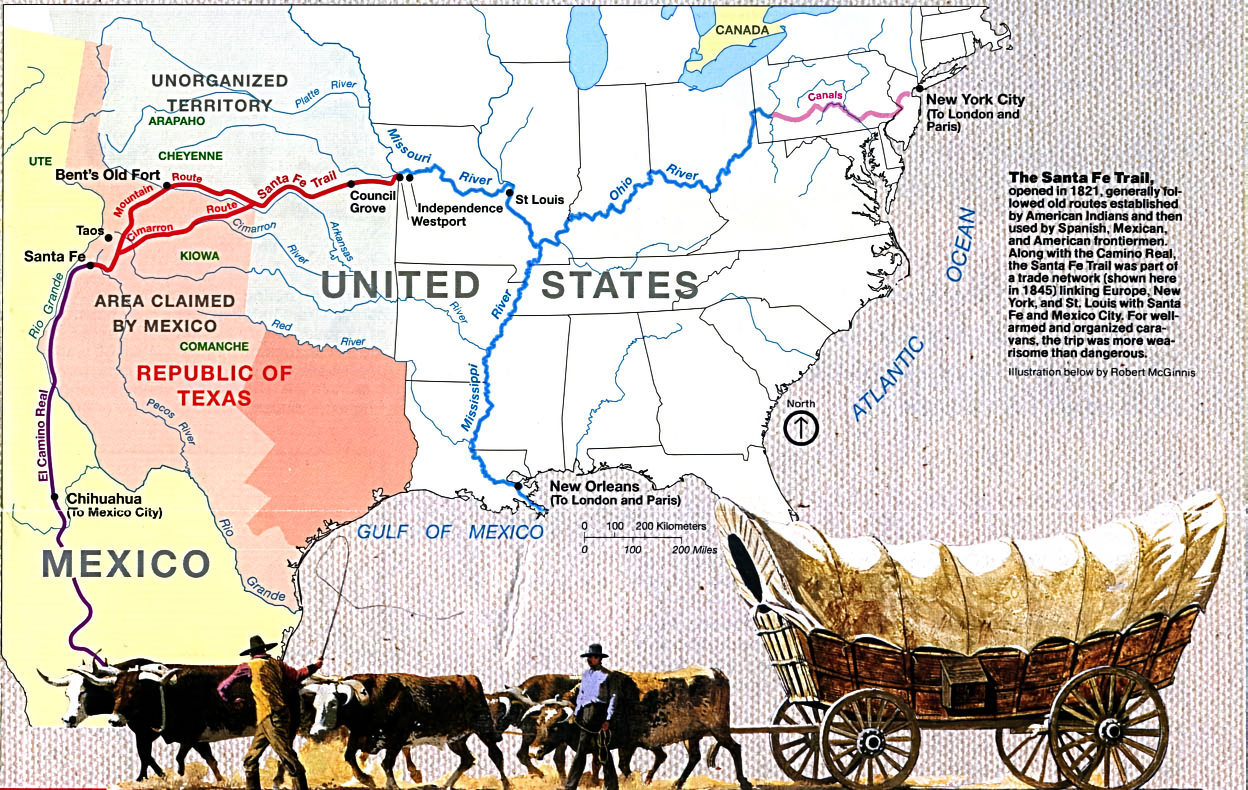
Santa Fe Trail

Walker war das vierte von sieben Kindern von Joseph und Susan Willis Walker. Mit seinem Bruder Joel nahm Walker 1814 als berittener Bote an der Schlacht am Horseshoe Bend gegen die Creek teil. 1819 zog die Familie nach Missouri und ließ sich westlich von Fort Osage nieder. 1820 reiste Walker nach Santa Fe, wo er kurzzeitig von den spanischen Behörden festgenommen wurde. Er arbeitete wohl als Trapper und später mit Old Bill Williams auf dem Santa Fe Trail, kehrte dann nach Missouri zurück und wurde 1827 Sheriff von Jackson County.

### California Trail
1831 erhielt Walker von Benjamin Bonneville das Angebot, mit einer größeren Gruppe von Männern westlich des Green River Biber und andere Pelztiere zu jagen. Die Gruppe – 110 Männer mit zusätzlichen Pferden und Maultieren sowie 20 Planwagen – startete am 1. Mai 1832 von Fort Osage nahe Independence (Missouri), Richtung South Pass und überwinterte am Salmon River (Idaho). Im nächsten Sommer trennte sich Walker mit 40 Männern von Bonneville, um einen Weg nach Kalifornien zu suchen; sie entdeckten die Route entlang des Humboldt River.

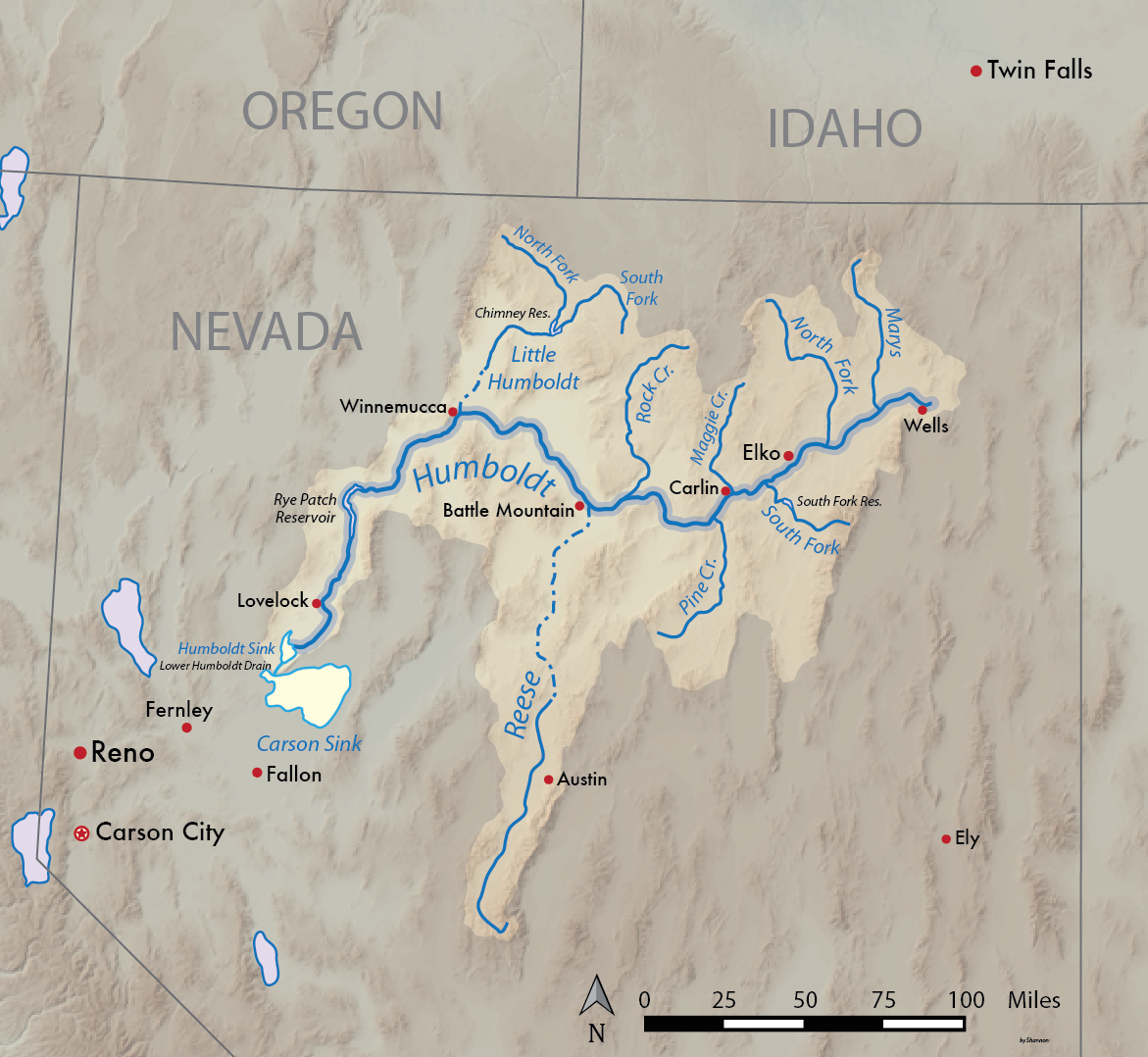
Einzugsgebiet des Humboldt River

Südlich des Lake Tahoe erreichten sie die Sierra Nevada und fanden einen Weg vom Carson River auf der Ostseite zum Stanislaus River auf der Westseite, dem sie ins Kalifornische Längstal folgten. Es ist umstritten, ob sie auf der Suche nach einer Passage über die Berge das Yosemite Valley gesehen haben, das ein Stück weiter südlich liegt. Die Route entlang des Humboldt River über die Sierra Nevada nach Kalifornien wurde später als California Trail bekannt, über den viele der Glücksritter des Kalifornischen Goldrauschs in den Westen kamen.
Am 14. Februar 1834 brachen Walker und 52 Männer mit 315 Pferden, 47 Rindern, 30 Hunden und reichlich Vorräten zur Rückreise auf. Sie nahmen einen südlicheren Pass über die Sierra Nevada, wandten sich dann aber nach Norden und nahmen den gleichen Weg zurück, den sie gekommen waren.

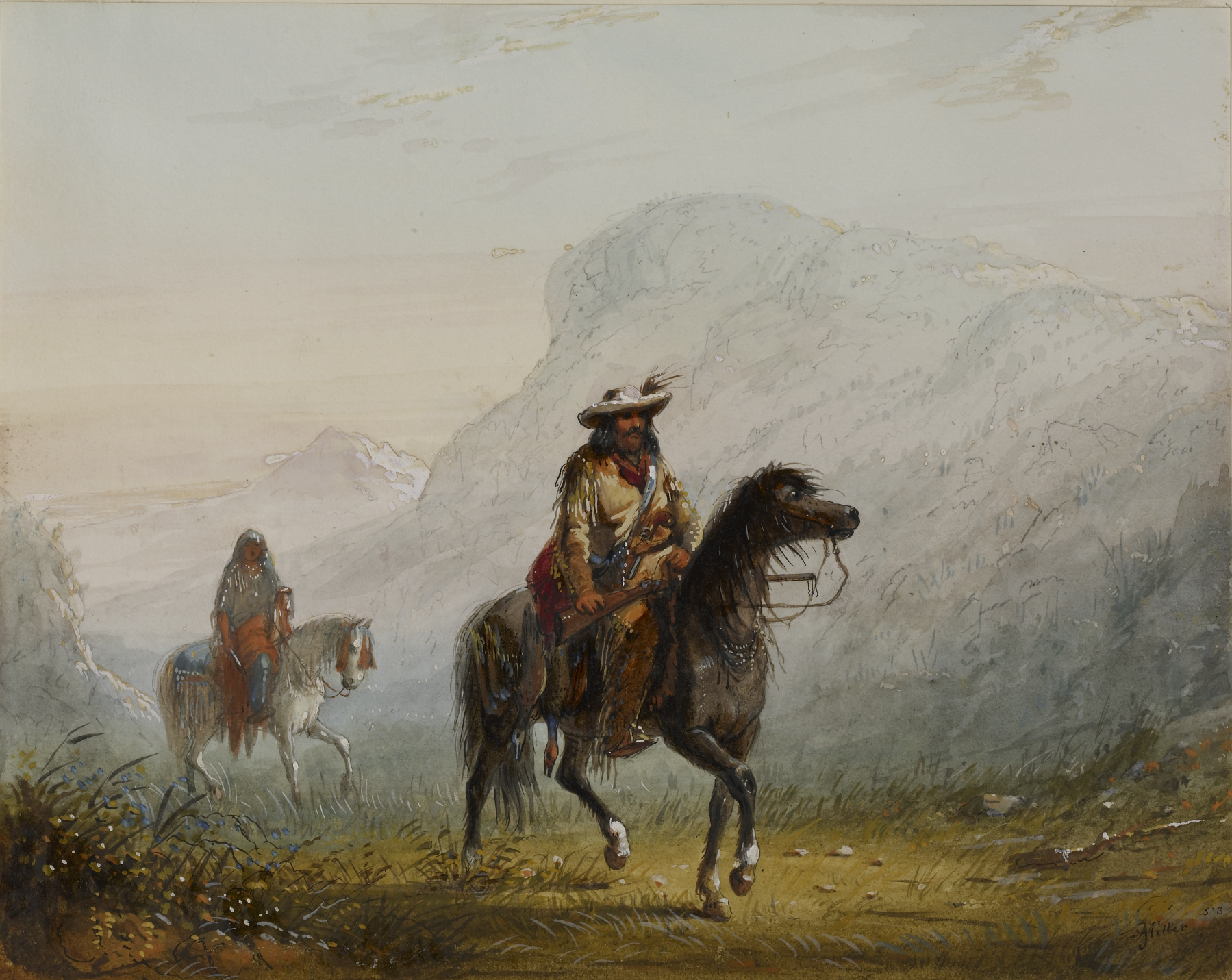
„Bourgeois“ W—r und seine Squaw, Gemälde von Alfred Jacob Miller, zwischen 1858 und 1860

1836 nahm Walker eine Shoshonin zur Frau. Er reiste mehrfach nach Kalifornien und zurück, um mit Pferden und Fellen zu handeln.

### Siedlertreck nach Kalifornien

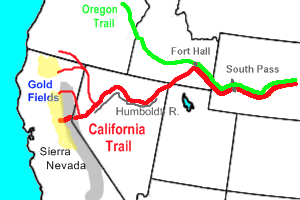
Hauptroute des California Trail (dicke rote Linie) mit Variationen (dünnere rote Linien)

Nachdem Joseph B. Chiles 1841 mit der Bartleson-Bidwell Party nach Kalifornien gereist war, kehrte er nach Missouri zurück und organisierte 1843 den ersten Planwagen-Treck, der Kalifornien erreichen sollte (die Bartleson-Bidwell Party musste ihre Planwagen in Nevada zurücklassen). In Fort Laramie heuerte er Walker als Führer an. Im August hielt die Gruppe am Green River an, um zu jagen und den Tiere Ruhe zu gönnen; die Jagd war wenig ergiebig.
In Fort Hall weigerte sich die Hudson’s Bay Company, den Treck mit Vorräten zu versorgen. Nachdem sie Fort Hall am 16. September verlassen hatten, ritt Chiles mit 13 Männern nach Fort Boise, um Proviant zu besorgen. Wiederum abgewiesen, umging die Gruppe um Chiles die Sierra Nevada weit im Norden, statt dem Truckee River zu folgen. Chiles erreichte Sutter’s Fort am 11. November. Walkers Gruppe, des Wartens müde, verließ die Humboldt Sink, die als Treffpunkt ausgemacht war, um den 1. November herum Richtung Owens Valley im Süden. Möglicherweise aufgrund unzureichenden Futters konnten die Tiere die Wagen nicht weiter als bis zum Owens Lake ziehen, wo die Wagen und Material zurückgelassen wurden. Die Gruppe ging zu Fuß weiter und überquerte am 3. Dezember 1843 den Kamm der Sierra, wahrscheinlich über den Haiwee Pass.

### Erkundungen mit Frémont
Nachdem sich der Siedlertreck aufgelöst hatte, verließ Walker wie zuvor Kalifornien im April 1844 mit einer Herde von Pferden und Maultieren entlang des Old Spanish Trail und traf unterwegs John C. Frémonts zweite militärische topografische Expedition (seine erste nach Kalifornien) irgendwo hinter Las Vegas. Walkers Gruppe reiste mit Frémont nach Bent’s Fort (Colorado), wo sie getrennte Wege gingen, doch mit Walkers Zusage, an einer Expedition im nächsten Jahr teilzunehmen. 1845 schloss sich Walker mit seiner Frau und seinen Gefolgsleuten wie vereinbart Frémonts dritter Regierungsexpedition an, die nach Kalifornien und Oregon ging. Frémont hatte Bill Williams und Kit Carson rekrutiert, doch Walker wurde zum Chefführer ernannt.
Walker führte den Hauptteil der Expedition den Humboldt River hinunter zum Walker Lake, wo sie Frémont und eine kleinere Gruppe trafen, die eine südlichere Route eingeschlagen hatten, nachdem sie die Gegend des Großen Salzsees verlassen hatten. Die Gruppe teilte sich erneut, und Walker brachte den Hauptteil im Dezember zum Lake Isabella, während Frémont und eine kleine Gruppe die Sierra Nevada in der Nähe des Truckee River überquerten und schließlich Sutter’s Fort erreichten. Die beiden Parteien verpassten ihr geplantes Rendezvous am Kings River im San Joaquin Valley, wurden aber im Februar 1846 wieder vereint.

### Späteres Leben

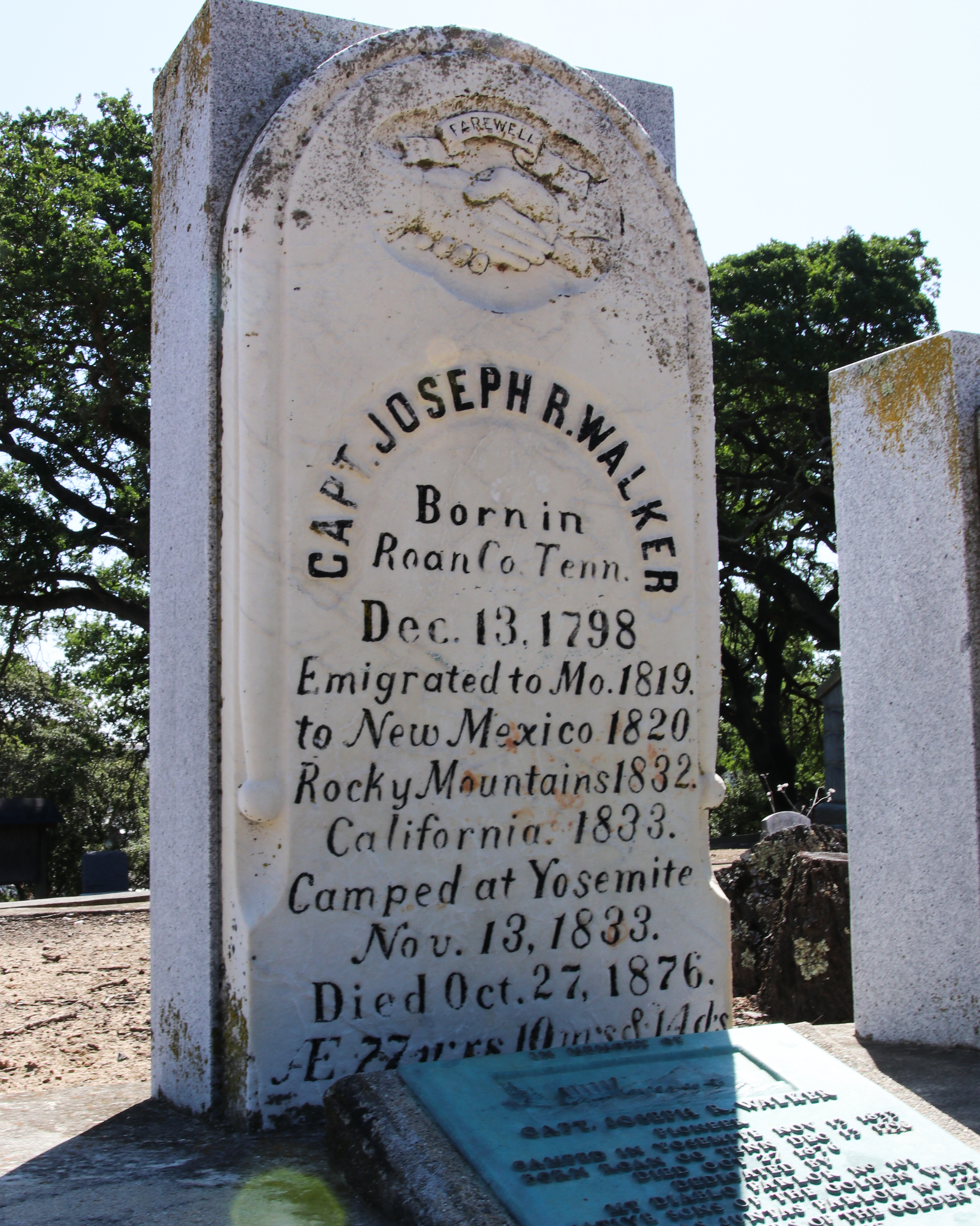
Walkers Grab auf dem Alhambra Cemetery, Martinez, Kalifornien

Während des Kalifornischen Goldrauschs versorgte Walker mit zwei seiner Neffen die Goldgräber mit Pferden und Vorräten.
Walker kehrte 1867 zur Familienbasis, der Manzanita Ranch im Contra Costa County, Kalifornien, zurück. Er starb dort am 27. Oktober 1876 und wurde auf dem Alhambra-Friedhof in Martinez, Kalifornien, begraben.

## Nachwirkung
Verschiedene Orte sind nach Joseph R. Walker benannt, darunter:
- Walker Pass
- Walker Basin
- Walker Lake
- Walker River
- Joe Walker Town
- Walker (Arizona)